# Décret sur le contrôle ouvrier
Le décret sur le contrôle ouvrier est le troisième décret de la révolution d'Octobre, écrit par Lénine et adopté par le Congrès des Soviets le 14 novembre 1917 publié dans les « Izvestia » du 16 novembre 1917.

## Contexte
Presque au lendemain de la révolution d'Octobre fut entreprise le développement d'un projet réglementant le contrôle ouvrier sur la production. Le « Projet de règlement sur le contrôle ouvrier » écrit par Lénine le 26 ou 27 octobre (8 ou 9 novembre) 1917 avait été discuté au Conseil central des comités d'usine de Petrograd, avec la participation de Lénine, et fut adopté. Le 27 octobre, le projet avait été discuté à une séance du Conseil des Commissaires du peuple, qui chargea Milioutine et Larine de rédiger en deux jours un projet détaillé la règlementation du contrôle ouvrier.
Cependant, le projet élaboré contredisait les objectifs du contrôle ouvrier telles que les concevait Lénine. Ainsi, le projet de Milioutine et de Larine ne contenait pas le point essentiel qui rendait impératives les décisions des conseils ouvrier pour les propriétaires d'entreprises. Le projet de règlement sur le contrôle ouvrier de Lénine servit de base au projet de décret qui fut mis au point par la suite. Il fut publié avec des détails supplémentaires le 1er (14) novembre 1917 dans le Journal du Gouvernement provisoire des ouvriers et des paysans, no 3 et portait le titre : « Projet de règlement sur le contrôle ouvrier ». Au cours de son examen, on proposa de remplacer les organismes de contrôle ouvrier qui apparurent spontanément par des organismes gouvernementaux, de n'introduire le contrôle ouvrier que dans les grandes usines (notamment dans les industries  ferroviaires). Lénine défendit activement la nécessité d'encourager les ouvriers à introduire le contrôle ouvrier dans toutes les entreprises (même en dehors des industries). Le développement final du projet fut confié à une Commission formée par le Conseil exécutif central de Russie, le 8 (21) novembre. Le 14 (27) novembre le Comité exécutif central de Russie discuta le projet présenté par la Commission et adopta le décret sous l'appellation suivante, qui s'inspirait nettement des principes fondamentaux préconisés par Lénine. Le décret fut publié le 16 (27) novembre dans le no 227 des Izvestia du C.E.C.

## Extraits
1. Dans toutes les entreprises industrielles, commerciales, bancaires, agricoles et. autres, qui emploient au moins 5 ouvriers et employés (en tout) ou dont le chiffre d'affaires est d'au moins 10000 roubles par an, est établi le contrôle ouvrier de la production, de la conservation, de la vente et de l'achat de tous produits et de toutes les matières brutes.
2. Le contrôle ouvrier est exercé par tous les ouvriers et tous les employés de l'entreprise, soit directement si l'entreprise est assez petite pour que ce soit possible, soit par les représentants élus qui doivent être élus immédiatement dans des assemblées générales, avec un procès-verbal des élections et la communication au gouvernement et aux Soviets locaux des députés ouvriers, soldats et paysans du nom des élus.
3. Sans autorisation des représentants élus par les ouvriers et les employés, l'arrêt d'une entreprise ou d'une production d'importance nationale (cf. § 7) est absolument interdit, ainsi que toute modification dans sa marche.
4. Tous les livres et documents sans exception doivent être ouverts à ces représentants élus, ainsi que tous les dépôts et réserves de matériaux, d'outillage et de produits, sans aucune exception.
5. Les décisions prises par les représentants élus des ouvriers et des employés sont obligatoires pour les propriétaires des entreprises et ne peuvent être abrogées que par les syndicats et par les congrès.
6. Dans toutes les entreprises d'importance nationale, tous les propriétaires et tous les représentants élus des ouvriers et des employés nommés pour exercer le contrôle ouvrier sont déclarés responsables devant l'État de l'ordre le plus strict, de la discipline et de la protection des biens. Ceux qui se seront rendus coupables de négligence, de dissimulation de réserves, de comptes, etc., seront punis de la confiscation de tous leurs biens et d'un emprisonnement pouvant atteindre 5 ans.
7. Sont reconnues entreprises d'importance nationale toutes les entreprises qui travaillent pour la défense, ainsi que celles qui sont liées de façon ou d'autre avec la production des denrées nécessaires à l'existence de la population.
8. Des règles plus détaillées sur le contrôle ouvrier seront établies par les Soviets locaux des députés ouvriers et par les conférences des comités d'usine et de fabrique et des comités d'employés dans les réunions générales de leurs représentants.